# Nuove rotte polari
Le nuove rotte polari sono rotte commerciali che attraversano il Mar Glaciale Artico, reso possibile dal sempre più rapido scioglimento della banchisa polare. Queste rotte sono alternative a quelle tradizionali passanti per le regioni tropicali.

## Storia
Il primo europeo a tentare di raggiungere l'Oriente passando a nord invece di circumnavigare l'Africa fu Hugh Willoughby che si mise alla testa di una spedizione che nel 1553 riuscì ad avvistare le coste dell'arcipelago della Novaja Zemlja; tuttavia non è riuscito a concludere con successo l'impresa.
La prima persona che ha percorso interamente il passaggio a nord-est, è stato Adolf Erik Nordenskiöld, che è partito da Göteborg, e, dopo che la baleniera su cui si era imbarcato è rimasta intrappolata tra i ghiacci della banchisa per 10 mesi nello stretto di Bering, riuscì a giungere nel porto di Yokohama. 
Tra il 1932 e il 1964 l'Unione Sovietica tentò di sfruttare il potenziale della rotta istituendo la Direzione generale della Rotta Marittima del Nord, tuttavia, a causa dell'eccessiva presenza del ghiaccio marino, che scoraggiava il transito delle navi commerciali, il progetto venne abbandonato.
A causa dell'innalzamento delle temperature e della riduzione dell'estensione della banchisa, col passare del tempo l'interesse commerciale per questo rotta è cresciuto, e oggi gli stati interessati da questi scambi commerciali hanno avviato programmi di sviluppo per una rotta alternativa a quella passante per Suez. Questi maggiori investimenti stanno portando un grande sviluppo alle zone interessate, in particolare nella Russia settentrionale e in Siberia.
Tra luglio e agosto 2017, una gigantesca nave cisterna alimentata a metano della società pubblica russa SovComFlot ha attraversato l’Artico senza l'ausilio di una nave rompighiaccio, partendo da Hammerfest (Norvegia) e raggiungendo Boryeong (Corea del Sud) in soli 22 giorni di navigazione, riducendo la durata di viaggio di circa 10 giorni.
Il paese che maggiormente sta investendo risorse su questa rotta è la Russia con lo scopo di creare una nuova "via della seta" collegando Asia ed Europa e riducendo di circa 20 giorni il viaggio che le merci asiatiche compiono per arrivare in Unione europea.

## Importanza economica
Dato che la suddetta rotta è molto più corta di quanto non lo sia quella attualmente percorsa, porterebbe enormi risparmi economici per compagnie che effettuano i trasporti di merce via nave, con la conseguente diminuzione dei prezzi sulle merci importate in Europa dall'Estremo Oriente. Questa nuova via assicurerebbe anche un continuo afflusso di merci agli stati europei, perché così facendo si avrebbe un'alternativa al collegamento attraverso il canale di Suez nel caso venisse interrotto (come è accaduto il 23 marzo 2021, quando la portacontainer Ever Given si incagliò nel canale bloccando interamente i traffici commerciali).
Aprendo la rotta nell'artico si avrebbe comunque un collegamento stabile tra Oriente e Occidente. D'altro canto, questa nuova via porterebbe degli svantaggi economici a quei paesi che basano la loro economia sul grande traffico di merci passante per l'attuale rotta, perché la quantità di merci verrebbe ridistribuita a vantaggio di quella nordica, con il conseguente spostamento di capitali e investimenti verso gli Stati nordici. Altri vantaggi potrebbero derivare da una maggiore attenzione agli ecosistemi nordici, sia terrestri sia acquatici, per capire come impatterà su flora e fauna artica questo maggiore traffico marittimo e con l'implementazione di investimenti diretti ai porti affacciati sul Mar Glaciale Artico.
Molte aziende stanno investendo per le risorse naturali nascoste sotto i ghiacci. Alcuni paesi hanno iniziato a investire direttamente o a far investire le loro aziende in quest'area. Gli investimenti possono variare dal campo economico a quello militare e alcuni di essi riguardano gas naturale liquido e petrolio nel campo estrattivo; in quello mercantile vanno dal trasporto di cibi secchi, più resistenti alle basse temperature, a navi rompighiaccio sempre più grandi per assicurare una rotta sempre libera dai grandi blocchi di ghiaccio, che potrebbero danneggiare gravemente un mercantile in transito con la sua merce. 
Questi investimenti portano anche a un aumento della richiesta di manodopera nelle zone artiche per la maggior concentrazione in questa zona di industrie estrattive e di cantieri navali impegnati a costruire nuove rompighiaccio. Si investe anche nella realizzazione di nuovi porti artici in modo da poter fare soste intermedie in caso di necessità e da cui potrebbero partire le navi rompighiaccio soccorritrici. Le rotte polari inoltre porterebbero a una maggiore esplorazione dell'Artico, che potrebbe avere come effetto la scoperta di risorse prima ignorate o irraggiungibili di rilevante importanza: ciò porterebbe a un maggiore sfruttamento della ragione, ma anche a un suo ulteriore sviluppo economico.
A causa del cambiamento del flusso di merci a seguito dello spostamento delle rotte sulla rotta polare rispetto a quella tradizionale passante per Suez, è possibile che ciò porti a un impoverimento di quegli stati che traggono vantaggi economici da questa rotta. Le conseguenze sono imprevedibili, ma è possibile che questi cambiamenti portino a conflitti tra gli stati interessati per il controllo delle risorse e delle merci.

## Impatto ambientale
L'impatto ambientale che queste nuove opportunità economiche avranno sull'ambiente in cui si trovano sono difficili da prevedere, poiché gli effetti di questi cambiamenti sono lenti e visibile soltanto a lungo termine.
Ci sono molti fattori da considerare, innanzitutto si può immaginare che la flora e soprattutto la fauna verranno disturbati, e molte specie, che già rischiano l'estinzione, verranno ulteriormente minacciate dalle crescenti attività umane. Si può prevedere anche l'introduzione di specie invasive, che a bordo delle navi vengono rilasciate accidentalmente o intenzionalmente nell'ambiente. Le navi in transito potrebbero anche subire incidenti, che causerebbero disastri ambientali, come gli sversamenti di petrolio o la perdita di materie plastiche o tossiche.
I cambiamenti climatici in atto nell'Artico hanno forti implicazioni su scala globale: la perdita di ghiaccio marino influenza le condizioni meteorologiche degli Stati Uniti e dell'Europa. In particolare, il calore accumulato in estate può aumentare la probabilità di eventi estremi, come alluvioni, siccità, uragani. Quando il ghiaccio marino si scioglie in estate, espone l'acqua dell'oceano alla radiazione solare. Questo provoca un maggiore assorbimento di energia e un aumento della temperatura dell'acqua. Durante l'autunno, il calore immagazzinato negli oceani viene rilasciato nell'atmosfera e questo surplus di calore è destinato a modificare in qualche modo la circolazione atmosferica.
Queste rotte polari saranno sempre libere dai ghiacci grazie a dei rompighiaccio, ma gli orsi dovranno bruciare più energie per spostarsi tra zone di ghiaccio marino instabile e il mare aperto alla ricerca di cibo e dovranno far fronte a carenze nutrizionali durante il digiuno estivo. Anche i pinnipedi (foche e altri mammiferi semiacquatici), che costituiscono le prede degli orsi polari, potrebbero scomparire. I trichechi del Pacifico, in assenza di ghiaccio, si ammassano a migliaia su strisce di terra, il che spesso risulta in morti per calpestamento nel caso in cui gli animali si muovano di soprassalto.
Come già sopraccitato le nuove rotte porteranno a una maggiore esplorazione dell'Artico e alla scoperta di possibile risorse prima sconosciute, con un ulteriore sviluppo economico della regione; sebbene dal punto di vista umano questa sia una cosa positivo, dal punto di vista naturale non lo è: inizierebbero le estrazioni di petrolio dal mare con l'alterazione del paesaggio e il disturbo degli animali con le luci e i rumori delle piattaforme, con possibile rischio di incidenti catastrofici come quello della Deepwater Horizon del 2010.